# Drugs
Drugs (abrégé en Drugs) est une revue scientifique à comité de lecture qui publie des articles concernant la toxicologie et la pharmacologie des drogues.
D'après le Journal Citation Reports, le facteur d'impact de ce journal était de 4,690 en 2018. Actuellement, le directeur de publication est Dene C. Peters.